# Sender Weiden in der Oberpfalz
Der Sender Weiden in der Oberpfalz am Stockerhut in Weiden in der Oberpfalz war eine Einrichtung des Bayerischen Rundfunks zur Verbreitung eines Radioprogramms auf der Mittelwellenfrequenz (Gemeinschaftswelle) 1484 kHz mit einer Sendeleistung von 1 kW. Die Einrichtung verwendete als Sendeantenne zwei 50 Meter hohen Sendemasten (T-Antenne?). Der Sender Weiden in der Oberpfalz ging 1950 in Betrieb und wurde 1956 stillgelegt und abgebaut, weil er dem Bau der Albert-Schweitzer-Schule im Weg stand. Da das ausgestrahlte Programm auch auf UKW oder den MW-Sender Dillberg empfangbar war und die Anlage eine geringe Reichweite hatte, erfolgte kein Wiederaufbau an anderer Stelle.